# 72. п. н. е.

## Догађаји
- Римљани под командом Луција Лукула покорили Понтијско царство